# 片倉ひな
片倉 ひな（かたくら ひな）は日本の女性声優。主にアダルトゲームに声をあてている。

## 出演作品
太字は主役・メインキャラクター

### PCゲーム

#### 2009年
- お人形ごっこ[1]

#### 2010年
- 悪の女幹部「この私にオシオキだと!?ふざけるなっ!」（カグヤ／月影 輝夜）[2]
- イカセ屋平次 〜性姦マッサぢごく〜（坂口 雪乃）[3]
- うたかた At the Edge of Time - Honoka（ほのか）[4]
- 叔母穴 〜オーバーホール（葛城 瑞穂）
- 小悪魔リサ（桑島りつき）[5]
- Junk Seeker（浅葱 静香）[6]
- 熟恋母 〜ダチのママはマイダッチ〜（葛城 瑞穂）[7]
- 侵蝕3 〜淫魔の生贄〜（水無月 美沙緒）[8]
- 戦国魔姦（今川 義元）[9]
- 超光戦隊ジャスティスブレイドIII 〜アルタード アポカリプス〜（夕輝 冴輝（ジャスティス・ゼフィロスブレイド））[10]
- ドSなお姉さんは好きですか?（実籾 桜）[11]
- ぱいずりチアリーダーvs搾乳応援団!（蔵 真琴）[12]
- 秘書 沙織（木下 奈美）[13]
- まじょ☆プリ 〜アナタの精液、ぜんぶ搾り取ってあげちゃう!〜（クラリッサ・オールドリッチ）[14]
- メイドと奉仕とご主人様（レオナ）[15]
- LILITH-IZM05 〜大量射精編〜（北条 椿）[16]
- 令嬢サディスティック 下克上コンスピラシー（佐治 柚葉）[17]

#### 2011年
- 狗哭（橘逢 恵香）[18]
- おっぱい学園マーチングバンド部! 〜発情ハメ撮り活動日誌〜（新堂・シャーリー・ブロンテ）[19]
- 学園退魔! ホーリー×モーリー（比良坂 美世）[20]
- カスタムレイドV+（大人びたクール）[21]
- 虐襲4（フレイ・クルール・プリンシペア）[22]
- 巨乳トライ! -短期集中乳揉みレッスン-（宮野原 友希）[23]
- 戦極姫3〜天下を切り裂く光と影〜（高橋 椿、大内 義隆）
- 必殺痴漢人II（海野蒼美[24]、少女D）
- 闇色のスノードロップス（緖川 悠依）[25]
- 凌成敗! 〜学園美少女制裁秘録〜（六口 空）[26]
- 令嬢の秘蜜（香柴 美柚）[27]

#### 2012年
- 淫落痴漢電車 〜恥辱姦状線〜（伊倉 紫織）[28]
- レイコ -囚われし女捜査員-（旭 奈月）[29]
- お姉さまは保健医「弟が好きすぎて、泣き叫ぶほどいじめたくなっちゃうの」 （小笠原 みゆき）
- 烙印姫ルーンドプリンセス（ルキア＝クロウ）[30]
- ヴァンパイアクルセイダーズ（クルセイダークロス/キセキ・ツユクサ）[31]
- 虐襲4 EXTRA SCENARIO（フレイ・クルール・プリンシペア）
- Thief and troll（レイア＝サスダーン）[32]
- 冬馬小次郎の探偵FILE 〜オペラ座の怪人殺人事件〜（夏木瀬 陽子）[33]
- キモメンでも巨根ならスクールカーストの頂点に立てる！？～学園一のモテカワ集団に種付けしまくり！夢の学園ハーレム！～（佐倉 あゆみ）[34]
- 真・蟻地獄（市塚 桂楠）[35]
- 催眠遊戯（日高 舞夜）[36]
- 魔法少女ルキフェル桜花（氷上 瀬璃）[37]

#### 2013年
- 家族崩快-目の前で奪われていく俺の家族-（川澄 彩芽）[38]
- 大催眠（小泉 亜矢子）[39]
- くノ一葵、悪ニ堕チル（黒川 魔耶）[40]
- サド★部 〜S女に虐めヌかれ部♪〜（霜貫 茜）
- 学園戦士セーラーナイト 〜正義のヒロイン完全征服マニュアル〜（月姫 深紅）[41]
- 電車内でなう。（日沖 歩美）[42]
- おねだりしなさいお兄様「妹にどうやっていじめられたいの?」（丸木 小麦）[43]
- 復讐の炎は淫獄の闇に燃え -極悪女にネット公開で制裁を-（水科 亜里沙）[44]
- 南国搾乳☆みるくあいらんど娘。〜発情篇〜（リリン）[45]
- 監獄戦艦3〜熱砂の洗脳航路〜（キラ・クシャナ）[46]

#### 2014年
- 学園聖戦士セーラーナイト2 〜正義のヒロイン完全悪堕ちマニュアル〜（月姫 深紅）[47]
- 桃郷♪オチン☆ピア!（真堂 真那）[48]
- リアルプレイ（鬼越 真紀）[49]
- リベンジルーム 〜受胎を強要される地下室〜（久里浜 七海）[50]
- 麗華の館 〜催眠遊戯への招待状（神楽坂 瞳）[51]
- 虐襲5（リーディス＆ラーディス）[52]
- 姉を助けるため残された姉妹を穢す背徳の日々（小倉 佳澄）[53]
- 神剣戦隊ブレイドレンジャー 〜戦闘員の野望〜（紅 響姫）[54]
- Knight&Princess（マヤリ・コアネビ）[55]
- クリムゾン ルナティクス（摩城 巫小耶）[56]
- 催眠術Re（篠原 恵）[57]
- ジンコウガクエン2（慎）[58]
- 8人のM娘（秋津洲 千早）[59]
- 牝・束・縛（白槻 温美）[60]
- 大催眠乱交学園（小泉 亜矢子）[61]
- 触手の館 〜快楽に捕らわれる女子校生〜（高嶋 聖）[62]
- カスタムレイドV PLUS（大人びたクール）[63]
- 寄生触手男に寝取られ悶える家族（斉藤 美穂子）[64]
- サイミンZ（天塚 美莉花）[65]
- 発情スイッチ〜美姉妹が催眠術に堕ちた先〜（桐原 萌）[66]
- 螺旋遡行のディストピア -The infinite set of alternative version-（花倉 結里奈）[67]
- 神骸魂装姫ヤクモ（ソニア＝S＝インチェスター）[68]

#### 2015年
- エロマッサージ師にハメられた巨乳JK姉妹 〜巧みな施術でダマされて、処女喪失＆ナカダシ＆トロ顔アクメ〜（三千院 遥）[69]
- 影狼（サテン）[70]
- 魔将の贄3 〜白濁の海に沈む淫辱の隷姫〜（セシル）[71]
- Sexyビーチ プレミアムリゾート（鬼越 真紀）[72]
- 聖騎士セルシア ～悪辣たる姫君～（フィオルン・f・アルテニア）
- 白濁の少女（中田 湖毬）

#### 2016年
- 牝贄狩 ～淫虐のアーケード街～（折原 昴）
- セクロスフィア（荻窪 天衣）
- 牝贄狩 ～ブートレグ・折原昴に関する記録と、吉岡るいの失われた結末～（折原 昴）
- 報復催眠（日樫 成実）
- 龍堂寺士門の淫謀（純谷 茜）
- お姉ちゃんハンターズ! 僕たちを興奮させるお姉ちゃんが悪いんだ! 常夏ビーチ編（八木 彩夏）
- ハニーセレクト（無口）
- 粘獄のリーゼ（リーゼ・ヘルデブランド）
- 魔王軍へようこそ5（ミネア）

#### 2017年
- カスタムメイド3D2＋ ACT.3（星野沢 まこ）
- お嬢様はイイナリみたいです!?（井川 冬華）
- クラス転移で俺だけハブられたので、同級生ハーレム作ることにした 1（佐渡ヶ島 沙夜香）
- ようこそ! スケベエルフの森へ（イヴリン・ケレブリアン）
- 妻の肉穴にホームステイするマッチョ留学生 ～出張中のその裏で、妻は黒光り棒から溢れるほどの白濁を注がれ、悦びに満ちたアクメ顔を晒していた～（大崎 莉子）
- 龍堂寺士門の淫謀 アニメ追加版（純谷 茜）
- 戦国の黒百合 ～ふたなり姫と忍ぶ少女達～（蕗）
- 催眠学園2年生（伊沢 結衣）

#### 2018年
- 過保護でエッチな僕の姉（三空）
- コイカツ！（意地っ張り、文学少女、結城 桜）
- 催眠学園1年生（伊沢 結衣）
- 催眠学園風俗部（戸伏 璃杏）
- ぱいずり♥フィアンセ 「坊ちゃま、今日はどのおっぱいを召し上がりますか?」（アネット）
- 黒獣2 ～淫欲に染まる背徳の都、再び～（セラフィーナ）

#### 2019年
- 巨乳女戦士・土下座催眠「ちくしょうっ……アタシはお前の思い通りになんか、ならないからな……!」（ウィオラ・ アウリス）

#### 2021年
- コイカツ！サンシャイン（意地っ張り/文学少女）

#### 2022年
- 7th Divine 〜白銀の聖女と漆黒の魔王〜（獅子塚 るしあ）
- MemoryBlue（枢木 静那）[73]

### ソーシャルゲーム
- 対魔忍アサギ 決戦アリーナ（ビクニ、ヴァルトルート）[74]